# Stardust Memories
Stardust Memories (br: Memórias; pt: Recordações) é um filme norte-americano de 1980, escrito e dirigido por Woody Allen, que o considera seu melhor trabalho junto com Ponto Final - Match Point e A Rosa Púrpura do Cairo. Filmado em preto e branco, tem reminiscências de 8 1/2, de Federico Fellini, a quem parodia.

## Sinopse
O famoso comediante e diretor de cinema Sandy Bates passa por uma crise emocional com a morte recente de um amigo que falecera com apenas 30 anos de idade, e com o fracasso de seu romance com a instável atriz Dorrie. Por não se achar mais engraçado, ele resolve transformar seu novo filme num drama existencial e a última cena, particularmente, choca os produtores que querem mudá-la a todos custo. Enquanto ele luta para manter a versão que quer, aceita ir a um festival de seus filmes no litoral. O assédio constante dos fãs e aproveitadores logo o deprime e ele chama a atriz Isobel para se juntar a ele. Mas seu humor muda quando ele conhece a jovem violinista comprometida Daisy, que o faz lembrar de Dorrie. E quando Isobel chega com seus dois filhos crianças, ele hesita em consolidar seu relacionamento com ela e tentar uma nova aventura com Daisy. Neste meio tempo, alem de ser sempre assaltado pelas memórias de seu romance com Dorrie e de sua infância, sofre diversas alucinações inclusive sobre a própria morte.

## Elenco
- Woody Allen - Sandy Bates
- Charlotte Rampling - Dorrie
- Jessica Harper - Daisy
- Marie-Christine Barrault - Isobel
- Tony Roberts - Tony

## Produção
O conflito entre a maternal e carinhosa e a determinada e jovem, é um tema recorrente nos filmes de Allen. Como muitos de seus filmes, ele incorpora jazz na trilha sonora. O título do filme faz alusão`a uma tomada alternativa da música "Stardust", de 1931, onde Louis Armstrong canta oh, memory, três vezes em seguida.
O filme tem ligações com temas como religião, Deus, filosofia, existencialismo, simbolismo, guerra e política.
Allen nega que o filme seja autobiográfico e lamenta que o público assim o tenha entendido. Público e crítica se dividiram em relação a ele, com alguns de seus fãs dizendo que era seu melhor filme e outros achando que era o pior.